# Trespetsmartorn
Trespetsmartorn (Eryngium tricuspidatum) är en växtart i släktet martornar och familjen flockblommiga växter. Den beskrevs av Carl von Linné 1756.
Arten är en perenn ört som förekommer i västra medelhavsområdet, från Spanien, Sicilien och Sardinien i norr till Marocko, Algeriet och Tunisien i söder. Den finns även rapporterad som förvildad i Egypten, där den inte är ursprunglig.

## Underarter
E. tricuspidatum har fem underarter:
- E. tricuspidatum subsp. bocconei
- E. tricuspidatum subsp. bovei
- E. tricuspidatum subsp. mauritanicum
- E. tricuspidatum subsp. occidentalis
- E. tricuspidatum subsp. tricuspidatum